# Bergkatze
Die Bergkatze oder Andenkatze (Leopardus jacobita, Syn.: Oreailurus jacobita) ist eine südamerikanische Art innerhalb der Familie der Katzen. Die Bergkatze lebt in den Andenregionen Südamerikas und wird in der Roten Liste gefährdeter Arten der Weltnaturschutzunion IUCN als Stark Gefährdet (Endangered) geführt, weil die gesamte Population auf weniger als 2500 erwachsene Individuen geschätzt wird, bei einem abnehmenden Populationstrend.
Die wissenschaftlichen Daten sind noch eher vage. Die ersten Filmaufnahmen der Art entstanden erst nach 2000 durch Christian Baumeister.

## Merkmale
Die Bergkatze ist größer als die Chilenische Waldkatze und die Pampaskatze. Das von Cornalia 1865 beschriebene Exemplar war 35 cm groß bei einer Kopf-Rumpflänge von 60 cm und einer Schwanzlänge von 43 cm. Ihr langes, weiches, dichtes Fell ist hellgrau gefleckt mit schwärzlichen oder bräunlichen Längsstreifen, am Bauch weiß mit neun schwärzlichen oder bräunlichen Ringen am Schwanz und einer hellen Spitze. Das Fell ist am Rücken 40 mm lang, am buschigen Schwanz 35 mm. Laut Pocock legen ihre langen Fellhaare nahe, dass sie in kühlen, felsigen Habitaten lebt.
Die Bergkatze ist etwa so groß wie eine große Hauskatze mit einer Kopf-Rumpf-Länge von 70–75 cm. Sie wiegt etwa 4–7 kg.
Die Bergkatze ähnelt stark Leopardus garleppi, die in derselben Region lebt. Die genauen Unterschiede unterliegen noch immer wissenschaftlichen Studien, da nur wenige Exemplare in Museen als Untersuchungsobjekte zur Verfügung stehen.

## Verbreitung und Habitat

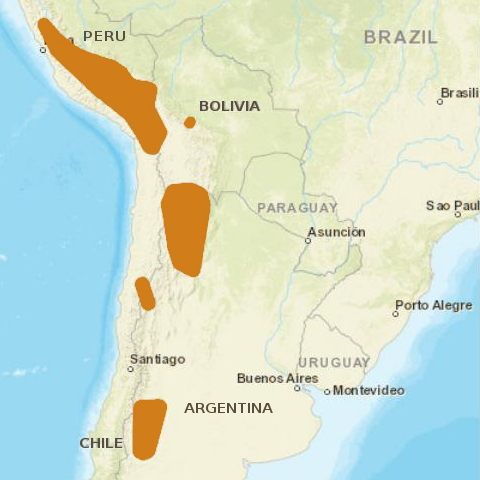
Verbreitungsgebiet

Die Bergkatze ist die seltenste Katzenart Südamerikas und in den hohen Anden vom Süden Perus über den Südwesten Boliviens, den Nordosten Chiles und im Norden Argentiniens beheimatet. Ihr Habitat beschränkt sich auf die felsigen, baumlosen Regionen der Anden in Höhen von über 3.000 m, wo ein kaltes raues trockenes Klima herrscht mit Tagestemperaturen um die 0 °C und weniger.
Zwei Bergkatzen wurden im Jahr 2004 in der argentinischen Provinz Mendoza im steppenhaften Buschland von Monte im Norden Patagoniens mithilfe einer Kamerafalle auf einer Höhe von 1800 m aufgenommen. Das Verbreitungsgebiet von Bergkatzen erstreckt sich etwa 500 km weiter südlich als bisher angenommen. Weitere Untersuchungen legen nahe, dass Bergkatzen in den südlichen Vorbergen der Anden und in der benachbarten patagonischen Steppe bis ab einer Höhe von 650 m vorkommen und den Viscachas folgen, die sie vornehmlich jagen.

## Ernährung
Es gibt wenig Information über das Beutespektrum von Bergkatzen. Wahrscheinlich ernähren sie sich von Vögeln, Eidechsen und kleineren Säugetieren wie Gürteltieren, Chinchillas und anderen Nagetieren.

## Naturschutz
Die Bergkatze ist im Anhang I des Washingtoner Artenschutz-Übereinkommens gelistet. Ohne Genehmigungen zuständiger nationaler Behörden ist der internationale Handel und grenzüberschreitende Transfer von lebenden Exemplaren und Körperteilen verboten.

## Systematik
In vielen Publikationen wird die Bergkatze in einer eigenen Gattung Oreailurus geführt. Jüngere Systematiken ordnen sie jedoch den Pardelkatzen (Leopardus) zu.